# Beecher (Wisconsin)
Beecher – miasto w Stanach Zjednoczonych, w stanie Wisconsin, w hrabstwie Marinette.